# 新萨勒姆 (北达科他州)
新萨勒姆（英語：New Salem），是美国北达科他州下属的一座城市。根据2010年美国人口普查，该市有人口946人。2011年估计该市有人口955人，相对于2010年，增长率为0.95%。